# لکه‌گذاری ساترن
روش لکه جنوبی یا (Southern blot) نام یک روش آزمایشگاهی در زیست‌شناسی مولکولی است برای بررسی توالی دی ان ای

## علت استفاده از این روش
روش لکه جنوبی روشی مبتنی بر الکتروفورز که در تست ژنتیکی برای ردیابی حذف‌های (Deletions) بزرگ استفاده می‌شود (که امکان دارد با استفاده از روش‌های تست ژنتیکی مبتنی بر PCR نتوان این حذف‌ها را ردیابی نمود). 

## نحوه آزمایش
در این روش دی ان ای را به قطعات کوچکتری میشکنند و از غشایی فیلتر میکنند سپس بر مبنای الکتروفورز و هیبریداسیون با پروب توالی ژنی قطعات DNA را بررسی میکنند. این روش به وسیله بیولوژیست انگلیسی Edwin Southern ابداع شده است.